# Emulzní polymerizace
Emulzní polymerizace je druh radikálové polymerizace, která probíhá v emulzi obsahující vodu, monomer a tenzid. Nejčastějším typem je polymerizace s olejem ve vodě, při níž jsou kapky olejovitého monomeru rozptýleny ve vodě pomocí tenzidů či polymerů rozpustných ve vodě, jako jsou polyvinylalkohol a hydroxyethylcelulóza. K polymerizaci ve skutečnosti nedochází v kapkách emulze, ale v koloidních částicích (s obvyklou velikostí okolo 100 nm), které se samovolně vytvářejí v několika minutách od zahájení procesu. Tyto částice se nespojují dohromady, protože jim v tom brání molekuly tenzidu, které je obklopují.
Emulzní polymerizace se využívá při výrobě některých důležitých polymerů; mnoho z nich jsou pevné látky, které je třeba po skončení polymerizace oddělit od vodného prostředí, v jiných případech je takto vzniklá disperze již konečným produktem. Disperze vznikající při emulzních polymerizacích se často nazývají latexy (obzvláště jsou-li tvořeny syntetickým kaučukem) nebo emulze; používají se mimo jiné jako lepidla a barvy. Takovéto produkty se často upřednostňují před produkty obsahujícími rozpozštědla, neboť se v nich nenacházejí těkavé organické látky.

## Historie
Počátky využívání emulzních polymerizačních reakcí jsou spjaty s výrobou syntetického kaučuku. Nápad použít monomer rozptýlený ve vodě v podobě suspenze nebo emulze se objevil před 1. světovou válkou. Impulsem k němu byl objev skutečnosti, že přírodní kaučuk vzniká při pokojové teplotě v emulgovaných částicích stabilizovaných koloidními polymery; chemici se pokoušeli tento proces napodobit, ke stabilizaci byly použity přírodní polymery, jako jsou gelatin, ovalbumin a škrob. Podle dnešní definice zde nešlo o emulzní, nýbrž o suspenzní polymerizaci.
První reakce splňující současnou definici emulzní polymerizace byla provedena ve 20. letech 20. století; šlo o polymerizaci isoprenu. Běhešm následujících dvaceti let bylo vyvinuto několik metod výroby syntetického kaučuku založených na emulzní polymerizaci, ovšem ve vědecké literatuře se objevilo málo prací na toto téma, což bylo způsobeno převážně potřebou utajení pro válečné účely.
Po válce došlo k rozvoji využívání emulzní polymerizace při výrobě plastů, vznikly mimo jiné nové postupy, při kterých nebylo třeba používat materiály založené na rozpouštědlech. Při výrobě syntetického kaučuku však začaly být stále více využívány postupy využívající organokovové katalyzátory, které umožnily snazší ovlivňování vlastností produktů.

## Mechanismus
První teorie, která dokázaka vysvětlit různé vlastnosti emulzní polymerizace, vycházející ze zkoumání polystyrenu, se objevila ve 40. letech 20. století. Mechanismus byl rozdělen do tří fází, následně se ovšem ukázalo, že některé monomery neprocházejí všemi těmito fázemi. Tento (podle tvůrců označovaný jako Smithův–Ewartův–Harkinsův) model je přesto vhodným postupem při analýze emulzní polymerizace.

Znázornění emulzní polymerizace

Mechanismus emulzní polymerizace podle Smithova–Ewartova modelu vypadá takto:
- Vznikne emulze monomeru ve vodném roztoku tenzidu.
- Nadbytek tenzidu vede ke vzniku micel.
- Malé množství monomeru difunduje k micelám.
- Do reakční směsi se přidá iniciátor (rozpustný ve vodě) a reaguje s monomerem v micelách (tímto se emulzní polymerizace liší od suspenzní, kde se iniciátor rozpouští v monomeru a polymer vzniká přímo v kapkách monomeru). K reakci dochází přednostně v micelách, protože ty mají mnohem větší povrch než kapky mnonomeru.
- Monomer se v micelách rychle polymeruje. Po skončení reakce se micely mění na částice polymeru.
- Do těchto částic difunduje stále větší množství monomeru a reaguje tak větší množství iniciátoru.
- Jednotlivé kapky monomeru zaniknou a veškerý monomer se nachází v polymerních částicích.
- V závislosti na vlastnostech monomeru a produktu lze do reakční směsi přidat další monomer a iniciátor za účelem udržování jejich koncentrace.
- Výsledným produktem jsou částice polymeru rozptýlené ve vodě.

Smithova–Ewartova–Harkinsova teorie nevysvětluje jevy, ke kterým dochází, pokud je monomer (například methylmethakrylát nebo vinylacetát) částečně rozpustný ve vodě. V takových případech dochází k homogenní nukleaci, kdy se částice polymeru tvoří bez přítomnosti micel.
Emulzní polymerizací vznikají polymery s vysokou molekulovou hmotností, protože koncentrace narustajících řetězců v částicích polymeru jsou nízké. Při běžné radikálové polymerizaci je tato koncentrace vyšší, což vede k terminaci párovací reakcí a ke kratším řetězcům. Smithův–Ewartův–Harkinsův mechanismus počítá s přítomností nanejvýš jednoho narůstajícího řetězce. Pozdější teorie umožňují přítomnost více než jednoho řetězce na částici, tento počet by však stále měl být nízký.
Vzhledem ke složitým parametrům emulzní polymerizace, jako jsou kinetika poymerizace a tvorby částic, je k podrobnému zkoumání mechanismu emulzní polymerizace potřeba metody výpočetní chemie. Nejnovější teorii vytvořil roku 1996 chemik Robert Gilbert.

## Monomery
Obvyklé monomery při emulzní polymerizaci jsou stejné jako u radikálové polymerizace, za podmínek reakce jsou kapalné nebo plynné (pevné by se ve vodě obtížně rozptylovaly) a omezeně rozpustné ve vodě (u příliš dobře rozpustných monomerů by nedocházelo k tvorbě polymerních částic a k polymerizaci by docházelo v roztoku.
Ethen a další jednoduché alkany se polymerují za vysokých tlaků (až 80 MPa).

### Komonomery
Emulzní polymerizace se často provádí jako kopolymerizační reakce. Vlastnosti emulzní kopolymerizace jsou podobné jako u radikálové kopolymerizace, kinetika je ovšem značně závislá na rozpustnosti monomerů ve vodě. Lépe rozpustné monomery přecházejí spíše do rpztoku než do polymerních částic a nepřipojují se na řetězec polymeru tak snadno jako hůře rozpustné monomery.
Ethen a ostatní alkeny se jako kopolymery používají vzácně.
Stabilitu disperze lze zlepšit přidáním menších množství kyseliny akrylové či jiných ionizovatelných monomerů.

## Iniciátory
Při emulzních polymerizacích se využívá tepelná i redoxní tvorba radikálů. Častými iniciátory jsou peroxosírany; peroxosíranový anion při teplotách nad 50 °C snadno vytváří síranové radikálové anionty a slouží tak jako tepelný zdroj radikálů. K redoxní tvorbě radikálů se používají směsi oxidačních činidel (například peroxosíranů), redukčních činidel (jako jsou glukóza nebo siřičitany) a redoxních katalyzátorů (například sloučenin železa). Redoxními postupy lze připravovat radikály i u polymerizací probíhajících při teplotách pod 50 °C.
Při emulzních polymerizacích se mohou používat organické peroxidy a hydrogenperoxidy, iniciátory se však často rozpouští ve vodě. U redoxně iniciovaných polymerizací musí být oxidační a nebo redukční činidlo rozpustné ve vodě, ovšem jedna z těchto látek může být nerozpustná.

## Tenzidy
U emulzních poolymerizací je důležité vybrat správný tenzid, který musí umožňovat rychlý průběh polymerizace, omezovat tvorbu nežádoucích příměsí a zamezovat vytvoření příliš vysoké viskozity v průběhu reakce (což by vedlo ke špatnému proudění tepla).
Používají se aniontové, kationtové i neionogenní tenzidy, nejčastější jsou aniontové. Upřednostňují se tenzidy s nízkou mezní micelární koncentrací; rychlost polymerizace při pořekročení této koncentrace tenzidu rychle narůstá a z ekonomických důvodů a často i kvůli možnému vlivu tenzidu na vlastnosti produktu je snaha použít co nejmenší množství tenzidu. Běžně se používají směsi tenzidů, například aniontových s neionogenními. Směsi kationtových a aniontových tenzidů vytvářejí nerozpustné soli a tak se nepoužívají.
K nejčastěji využívaným tenzidům při emulzních polymeracích patří mastné kyseliny, dodecylsíran sodný a sulfonáty alfa alkenů.

## Netenzidové stabilizátory
Některé polymery rozpustné ve vodě, například polyvinylalkohol, lze vyrobit emulzní polymerizací, i když nevytvářejí micely a nesnižují povrchové napětí (nemají tedy vlastnosti tenzidů). Předpokládá se, že v takových případech se vznikající polymerové řetězce vážou na molekuly polymerů, čímž se vytvořené částice stabilizují.
Disperze připravené pomocí takových stabilizátorů obvykle mají velmi dobrou koloidní stabilitu, ovšem často se z nich kvůli přítomnosti ve vodě rozpustného polymeru tvoří produkty citlivé na vodu.

## Využití
Polymery vyráběné emulzní polymerizací lze rozdělit do tří skupin:
- Syntetické kaučuky
  - Některé druhy styrenového-butadienového kaučuku
  - Některé druhy polybutadienu
  - Polychloropren (neopren)
  - Nitrilový kaučuk
  - Akrylový kaučuk
  - Fluoroelastomery (například FKM)
- Plasty
  - Některé druhy polyvinylchloridu (PVC)
  - Některé druhy polystyrenu
  - Some grades of polymethylmethakrylátu (PMMA)
  - Akrylonitrilbutadienstyren (ABS)
  - Polyvinylidenfluorid
  - Polyvinylfluorid
  - Polytetrafluorethylen
- Disperze
  - polyvinylacetát
  - Polyakryláty
  - Styren-butadien
  - Kopolymery vinylacetátu a ethylenu